# Peter Abrahamsen
Peter Abrahamsen (født 12. oktober 1941 i København, død 4. maj 2024) var en dansk sangskriver og sanger, som indspillede sin første plade i juni 1958.
Peter Abrahamsen satte musik til en lang række af Carl Scharnbergs digte samt indsang sange af Oskar Hansen og andre danske digtere. Han indsang endvidere nogle af sine egne sange.
Han samarbejdede med bl.a. Erik Grip, Jan Toftlund, Lasse og Mathilde, Povl Dissing og Benny Andersen og var i en periode på 10 år fra midten af 1980'erne til midten af 1990'erne tilknyttet Danmarks Radio som radio- og TV-vært. Han lavede herudover musik til flere TV-serier.
Privat dannede Abrahamsen par med journalisten Abelone Glahn og har med hende tre børn, Augusta, Albert og Valdemar. Peter Abrahamsen havde fra et tidligere ægteskab med Vivien Abrahamsen, børnene Franka, Troels og William.
Peter Abrahamsen er begravet på Ordrup Kirkegård.